# Paul Torchy
Paul Albert Torchy (* 21. Februar 1897 in Rouen; † 19. September 1925 in Lasarte-Oria) war ein französischer Automobilrennfahrer.

## Karriere
Paul Torchy war beim 24-Stunden-Rennen von Le Mans 1923, dem ersten 24-Stunden-Rennen von Le Mans, am Start und beendete das Rennen am Steuer eines Delage Type DE 11 CV an der dreizehnten Stelle der Gesamtwertung. Beim Großen Preis von Frankreich 1925 wurde er gemeinsam mit Louis Wagner auf einem Delage Type 2 LCV Zweiter beim.
Torchy starb an den Folgen eines Unfalls während des Großen Preis von San Sebastián am 19. September 1925, bei dem er mit seinem Delage gegen einen Baum fuhr.

## Statistik

### Le-Mans-Ergebnisse
| Jahr | Team                  | Fahrzeug       | Teamkollege    | Platzierung | Ausfallgrund |
| ---- | --------------------- | -------------- | -------------- | ----------- | ------------ |
| 1923 | Automobiles Delage SA | Delage DE 11HP | Charles Belben | Rang 13     |              |